# Sparrmannia tridactyla
Sparrmannia tridactyla är en skalbaggsart som beskrevs av Evans 1989. Sparrmannia tridactyla ingår i släktet Sparrmannia och familjen Melolonthidae. Inga underarter finns listade i Catalogue of Life.